# Бу Амама, Мухаммед
Шейх Мухаммед Бу Амама (буквально «чалмоносец»; настоящее имя Хадж бен Ларби) (араб. بوعمامة‎,
1840, Марокко — 7 октября 1908, Уджда, Марокко) — мурабит, военный и государственный деятель Алжира, вождь восстания конфедерации племён Улад Сиди Шейх против французских колонизаторов в Алжире в 1881—1883 годах.

## Биография
С 1875 года жил в завии Мограр-Тахтани на юге Орана.
Пользовался большим авторитетом у соплеменников своими проповедями священной войны (джихада) против колонизаторов. Положил конец межплеменным различиям, основал свою военную базу в Мограр-Тахтани. В 1878 году был отдан приказ об его аресте, но власти выполнить его были не в состоянии.
В апреле 1881 г. Бу Амама поднял восстание, участвовал во многих сражениях с французской армией в 1881—1908 годах, в которых противник понёс значительные потери.
Руководил восставшими в битве под Ксар-Шеллалой, в которой французские войска были разбиты. Около 2 лет контролировал обширные области между Сахарой и г. Сайда. В 1883 году из-за разногласий между племенами был вынужден отступить в Марокко. После того, как Шейх Бу Амама отступил в Марокко, французское завоевание Алжира было завершено.
На родину вернулся в 1900 году и поселился в близ г. Уджда.
Сопротивление шейха Бу Амама продолжалось более двадцати трёх лет, его называли «2-м эмиром Абд аль-Кадиром». Он был известен своей исключительной способностью противостоять оккупационным французским силам, которым не удалось положить конец его деятельности, несмотря на все их политические и военные попытки, вплоть до его смерти в октябре 1908 года.